# Bac Mòr

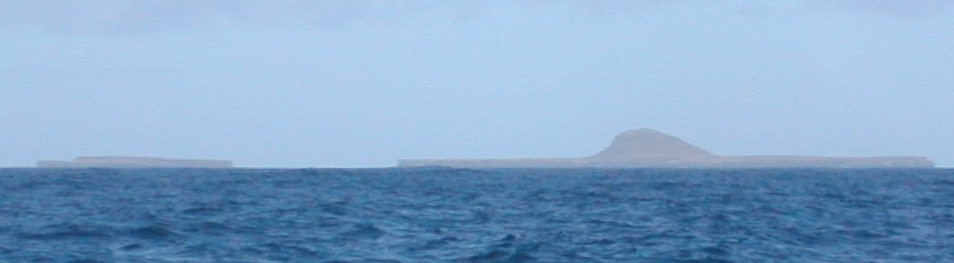
Bac Beag y Bac Mòr a lo lejos, mostrando el característico perfil de la isla.

Bac Mòr es una isla de Escocia, a veces denominada The Dutchman's Hat o Cap en inglés, en referencia a su forma. Forma parte del archipiélago de las Islas Treshnish. El nombre, en idioma gaélico escocés, tiene dos diferentes interpretaciones. Mòr simplemente significa grande (en oposición a Bac Beag, su hermana pequeña), pero Bac puede significar "banco", o también "obstáculo". El perfil de la isla, posiblemente el más distintivo de las islas escocesas, se parece bastante a un sombrero mexicano.
- Datos: Q35378
- Multimedia: Bac Mòr / Q35378